# Campanularia clytioides
Campanularia clytioides is een hydroïdpoliep uit de familie Campanulariidae. De poliep komt uit het geslacht Campanularia. Campanularia clytioides werd in 1824 voor het eerst wetenschappelijk beschreven door Lamouroux. 